# 가모군 (시즈오카현)

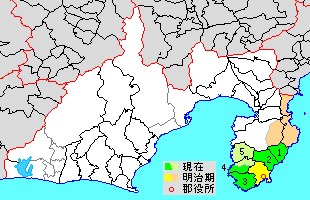
시즈오카현 가모군의 범위 (1.히가시이즈정 2.가와즈정 3.미나미이즈정 4.마쓰자키정 5.니시이즈정. 연녹색:후에 다른 군에서 편입된 구역. 연노랑:후에 다른 군으로 편입된 구역)

가모군(일본어: 賀茂郡)은 일본 시즈오카현에 있는 군이다.
인구 35,434명, 면적 479.17km², 인구밀도 73.9명/km².(2025년 3월 1일, 추계인구)
이하 5정으로 구성된다.
- 가와즈정(河津町)
- 니시이즈정(西伊豆町)
- 히가시이즈정(東伊豆町)
- 마쓰자키정(松崎町)
- 미나미이즈정(南伊豆町)

이상의 5개 정과 시모다시를 포함해 가모 지구라고 부르기도 한다.

## 군역
1879년 행정 구역으로 출범할 당시의 군역은, 현재의 행정 구역으로 대체로 아래 구역에 해당한다.
- 아타미시, 이토시, 시모다시, 미나미이즈정, 가와즈정, 미나미이즈정 전역
- 이즈시의 일부
- 마쓰자키정의 일부

## 역사

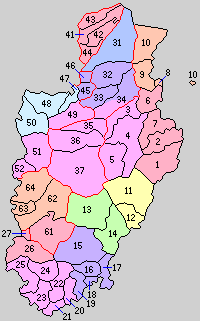
1.다지마촌 2.고무로촌 3.시모오미촌 4.나카오미촌 5.가미오미촌 6.우사미촌 7.이토촌 8.아지로촌 9.다가촌 10.아타미촌 11.기토촌 12.이나토리촌 13.가미카와즈촌 14.시모카와즈촌 15.이나즈사촌 16.이노우자와촌 17.하마자키촌 18.시모다정 19.아사히촌 20.지쿠마촌 21.미나미자키촌 22.미나미나카촌 23.미사카촌 24.미나미카미촌 25.미하마촌 26.이와시나촌 27.마쓰자키촌 61.나카노고촌 62.니시나촌 63.다고촌 64.우구스촌 (위쪽 등색:아타미시, 위쪽 빨강:이토시, 보라:시모다시, 위쪽 분홍:이즈시, 노랑:히가시이즈정, 아래 분홍:가와즈정, 아래 분홍:미나미이즈정, 아래 빨강:마쓰자키정 아래 등색:니시이즈정. 31-37은 다가타군, 41-52는 기미사와군)

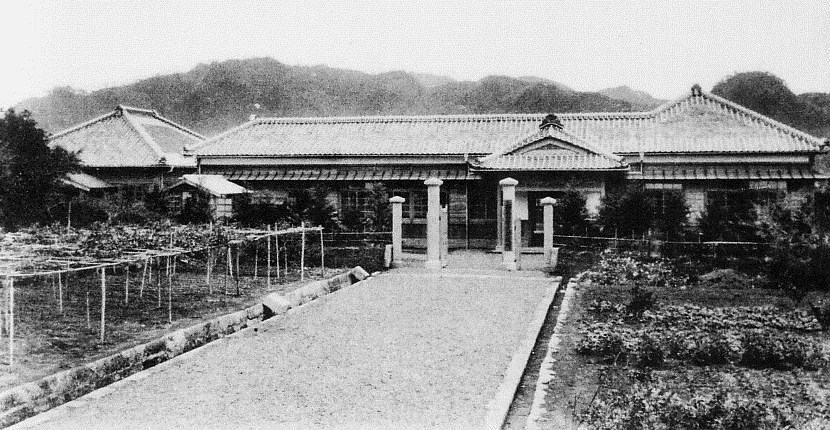
다이쇼 시대의 가모군 사무소

- 1889년 4월 1일 - 정촌제 시행으로, 아래의 정촌이 발족.(1정 26촌)
  - 다지마촌(対島村), 고무로촌(小室村): 현 이토시
  - 시모오미촌(下大見村), 나카오미촌(中大見村), 가미오미촌(上大見村): 현 이즈시
  - 우사미촌(宇佐美村), 이토촌(伊東村): 현 이토시
  - 아지로촌(網代村), 다가촌(多賀村), 아타미촌(熱海村): 현 아타미시
  - 기토촌(城東村), 이나토리촌(稲取村): 현 히가시이즈정
  - 가미카와즈촌(上河津村), 시모카와즈촌(下河津村): 현 가와즈정
  - 이나즈사촌(稲梓村), 이노우자와촌(稲生沢村), 하마자키촌(浜崎村), 시모다정(下田町), 아사히촌(朝日村): 현 시모다시
  - 지쿠마촌(竹麻村), 미나미자키촌(南崎村), 미나미나카촌(南中村), 미사카촌(三坂村), 미나미카미촌(南上村), 미하마촌(三浜村): 현 미나미이즈정
  - 이와시나촌(岩科村), 마쓰자키촌(松崎村): 현 마쓰자키정
  - 일부 지역은 나카군 나카노고촌의 일부가 됨.
- 1891년 6월 11일 - 아타미촌이 정제 시행으로 아타미정(熱海町)이 됨.(2정 25촌)
- 1896년
  - 4월 1일 - 군제 시행으로 나카군 및 가모군의 일부 구역을 가지고, 새로이 가모군을 설치. 다지마촌·고무로촌·시모오미촌·나카오미촌·가미오미촌·우사미촌·이토촌·아지로촌·다가촌·아타미정이 다가타군 관할이 되어, 군에서 이탈. 나카가와촌(中川村)·니시나촌(仁科村)·다고촌(田子村)·우구스촌(宇久須村)이 가모군 소속이 됨.(1정 20촌)
  - 5월 14일 - 우구스촌에서 아라리촌(安良里村)이 분리되어 설치됨.(1정 21촌)
  - 8월 20일 - 하마자키촌에서 시라하마촌(白浜村)이 분리되어 설치됨.(1정 22촌)
- 1901년 3월 15일 - 마쓰자키촌이 정제 시행으로 마쓰자키정(松崎町)이 됨.(2정 21촌)
- 1920년 12월 1일 - 이나토리촌이 정제 시행으로 이나토리정(稲取町)이 됨.(3정 20촌)
- 1955년
  - 3월 31일(3정 14촌)
    - 시모다정·이나즈사촌·이노우자와촌·시라하마촌·하마자키촌·아사히촌이 합병하여, 새로이 시모다정이 발족.
    - 마쓰자키정·나카가와촌이 합병하여, 새로이 마쓰자키정이 발족.

  - 7월 31일 - 지쿠마촌·미나미자키촌·미나미나카촌·미나미카미촌·미사카촌·미하마촌이 합병하여, 미나미이즈정(南伊豆町)이 발족.(4정 8촌)
- 1956년
  - 3월 31일 - 니시나촌·다고촌이 합병하여, 니시이즈정(西伊豆町)이 발족.(5정 6촌)
  - 6월 1일 - 이와시나촌이 마쓰자키정에 편입.(5정 5촌)
  - 9월 30일 - 아라리촌·우구스촌이 합병하여, 가모촌(賀茂村)이 발족.(5정 4촌)
- 1958년 9월 1일 - 가미카와즈촌·시모카와즈촌이 합병하여, 가와즈정(河津町)이 발족.(6정 2촌)
- 1959년 5월 3일 - 이나토리정·기토촌이 합병하여, 히가시이즈정(東伊豆町)이 발족.(6정 1촌)
- 1971년 1월 1일 - 시모다정이 시제 시행으로 시모다시(下田市)가 되어, 군에서 이탈.(5정 1촌)
- 2005년 4월 1일 - 니시이즈정·가모촌이 합병하여, 새로이 니시이즈정이 발족.(5정)

## 같이 보기
- 가모군 (기후현)